# The Intelligent Investor
The Intelligent Investor von Benjamin Graham ist ein Buch über das Investieren in Wertpapieren. Es erschien 1949, die aktuelle Ausgabe mit Kommentaren von Jason Zweig stammt aus dem Jahre 2024. Warren Buffett, ein ehemaliger Student Grahams während seiner Lehrtätigkeit an der Columbia Business School, sagte einmal: „Mit Abstand das beste Buch, das je über das Investieren geschrieben wurde.“

## Inhalt
Inhalt des Buches ist wie schon bei seinem Vorgänger Security Analysis aus dem Jahre 1934 das Value Investing (zu dt. etwa: „wertorientiertes Investieren“), das Benjamin Graham zusammen mit anderen begründete. Value Investing ist das klare Gegenteil zu spekulativeren Strategien wie „Momentum Trading“ oder „Chartanalyse“. Es widerspricht in seinen Grundannahmen ebenso klar der Ansicht, dass Aktienkurse effizient seien. Effizient bedeutet in diesem Zusammenhang, dass der Markt als Gesamtheit immer alle notwendigen Informationen über ein Unternehmen kenne und diese daher immer zeitnah in seine Aktienkurse einpreisen könne. Konsequenz wäre demnach, dass es keine Fehlbewertungen von Aktien geben könnte, der Kurs einer Aktie also jederzeit (oder zumindest in den allermeisten Fällen) den fundamentalen Wert eines Unternehmens widerspiegeln müsste.
Dieser Ansicht widersprach Graham vehement. Wäre der Aktienkurs eines Unternehmens jederzeit vernünftig und seinem wahren Wert entsprechend, so könnte niemals jemand davon profitieren, dass es von Zeit zu Zeit Unterbewertungen am Markt gibt. Von den Anhängern Grahams wird heute vorgebracht, dass die Erfolge von Warren Buffett, der seinen immensen Vermögenszuwachs gerade dadurch begründet, dass er immer wieder in unterbewertete Unternehmen investierte, sich mit der Effizienztheorie nicht erklären lassen.
Manche Vertreter der Markteffizienzhypothese wenden ein, Buffett sei eine absolute Anomalie. Dem hält Buffett selbst entgegen, dass es noch viele andere gab, die ähnliche Erfolge erzielten, indem sie die Prinzipien des Value Investing anwandten, wie Graham sie einst formulierte. Sein mittlerweile berühmt gewordener Essay The Superinvestors of Graham-and-Doddsville ist ein schwer widerlegbarer Beleg für die erfolgreiche Umsetzung des Value Investing durch mehrere Individuen, die alle auf denselben „Stammvater“ Benjamin Graham zurückgehen.

## Bisher erschienene Ausgaben
Seit der Erstveröffentlichung 1949 erschienen mehrere Neuauflagen des Buches. Im Jahre 1973 kam die vierte überarbeitete Auflage heraus (ISBN 0-06-015547-7), erstmals mit einem Vorwort und Anhang von Warren Buffett versehen. Graham starb kurze Zeit später, daher gab es danach keine inhaltlichen Veränderungen mehr. 2003 erschien schließlich eine Neuauflage dieser vierten Ausgabe mit Kommentaren und Fußnoten von Jason Zweig versehen, die vor allem einen aktuellen Bezug zur Situation des Marktes um die Jahrtausendwende herstellen sollen.

## Deutsche Ausgabe
- Benjamin Graham: Intelligent Investieren. 2. Auflage. FinanzBuch Verlag, 2005, ISBN 978-3-89879-064-2.